# Exocentrus rhodesianus
Exocentrus rhodesianus là một loài bọ cánh cứng trong họ Cerambycidae.